# Adam Sagan
Adam Sagan (* 1979 in Gliwice) ist ein deutscher Rechtswissenschaftler und Hochschullehrer an der Universität Bayreuth.

## Leben
Er studierte von 1999 bis 2004 Rechtswissenschaften an der Universität Marburg und der Universität Bonn (2004 erste juristische Staatsprüfung). Den juristischen Vorbereitungsdienst (2006–2008) am OLG Köln (u. a. Freshfields Bruckhaus Deringer, Düsseldorf und London) schloss er 2008 mit der zweiten juristischen Staatsprüfung (LJPA Nordrhein-Westfalen) ab. Von 2008 bis 2009 erwarb er den Magister Juris an der University of Oxford. Nach der Promotion 2007  war er von 2010 bis 2018 wissenschaftlicher Mitarbeiter/Akademischer Rat a. Z. am Institut für Deutsches und Europäisches Arbeits- und Sozialrecht der Universität zu Köln (Ulrich Preis). Nach der Habilitation 2017 an der Rechtswissenschaftlichen Fakultät der Universität zu Köln und Verleihung der Lehrbefähigung für Bürgerliches Recht, Arbeits-, Gesellschafts- und Europarecht ist er seit 2018 Professor am Lehrstuhl für Bürgerliches Recht, europäisches und deutsches Arbeitsrecht an der Universität Bayreuth.

## Schriften (Auswahl)
- Das Gemeinschaftsgrundrecht auf Kollektivmaßnahmen – eine dogmatische Analyse des Art. 28 der Europäischen Grundrechtecharta. Berlin 2008, ISBN 3-428-12709-9.
- als Herausgeber mit Daniel Effer-Uhe, Christian Deckenbrock, Clemens Höpfner, Matthias Kilian, Alexander Morell, Angie Schneider, Bernd Scholl und Daniel Ulber: Richterliche Rechtsfortbildung und kodifiziertes Richterrecht. Kölner Tagung, 10.–13. September 2014. Stuttgart 2016, ISBN 978-3-415-05549-0.
- als Herausgeber mit Ulrich Preis: Europäisches Arbeitsrecht. Grundlagen, Richtlinien, Folgen für das deutsche Recht. Köln 2019, ISBN 3-504-42066-9.
- als Herausgeber mit Ulrich Preis, Stefan Greiner, Christian Rolfs, Angie Schneider, Markus Stoffels, Felipe Temming und Klaus Wagner: Der Arbeitsvertrag. Arbeitsrecht, Sozialrecht, Steuerrecht, Gestaltung, Vertragsmuster, Klauseln. Köln 2020, ISBN 3-504-42034-0.